# Allouez, Wisconsin
Allouez là một làng thuộc quận Brown, tiểu bang Wisconsin, Hoa Kỳ. Năm 2006, dân số của làng này là 15443 người.